# Zintlanapa
Zintlanapa är en ort i Mexiko.   Den ligger i kommunen Mochitlán och delstaten Guerrero, i den södra delen av landet, 240 km söder om huvudstaden Mexico City. Zintlanapa ligger 441 meter över havet och antalet invånare är 170.
Terrängen runt Zintlanapa är kuperad söderut, men norrut är den bergig. Zintlanapa ligger nere i en dal. Runt Zintlanapa är det ganska tätbefolkat, med 67 invånare per kvadratkilometer. Närmaste större samhälle är Xochitepec, 11,4 km sydost om Zintlanapa. I omgivningarna runt Zintlanapa växer huvudsakligen savannskog.